# Hydroglyphus flaviculus
Hydroglyphus flaviculus är en skalbaggsart som beskrevs av Victor Ivanovitsch Motschulsky 1861. Hydroglyphus flaviculus ingår i släktet Hydroglyphus och familjen dykare. Inga underarter finns listade i Catalogue of Life.